# Buceros
Buceros é um gênero de aves da família Bucerotidae.
As seguintes espécies são reconhecidas:
- Buceros bicornis, calau-bicórnio, Linnaeus, 1758
- Buceros rhinoceros, calau-rinoceronte, Linnaeus, 1758
- Buceros hydrocorax, calau-rufo, Linnaeus, 1766